# 皇室典範および大日本帝国憲法制定の告文
ここでは、皇室典範および大日本帝国憲法（両者を合わせて典憲と呼ぶ）発布にともなう告文（こうもん）を解説する。
同日の憲法発布式典における勅語、さらに発布にあたって付された上諭とあわせて、「三誥」と称される。

## 解説
1889年（明治22年）2月11日、皇室典範の裁定および大日本帝国憲法の発布にあたって、これに先立ち同日朝、明治天皇が宮中三殿の賢所を自ら拝礼、皇室典範裁定と憲法発布を奉告した。この内容が皇室典範および大日本帝国憲法制定の告文である。
また、1907年（明治40年）2月11日に皇室典範増補が制定された際にも、賢所に告文が奉告された。

## 大意
第一文段明治天皇が皇祖皇宗（神武天皇および歴代天皇）に対し、自身の皇位継承以来、明治維新をはじめとする多事多難の時局を経て国家の独立を保持したことを奉告している。
第二文段明治維新以降の、外国との国交の進展、および国内社会の急速な文明化を鑑みて皇室典範と憲法を制定したこと、皇室典範と憲法の精神および目標とするところは、歴代天皇の統治のありようを基にしたものであること、皇室典範と憲法制定の目的は、天皇および国民による国家統治の基準を定め、国家機構と民生を安定させることにあることを奉告している。
第三文段歴代天皇の神祐を祈るとともに、自ら率先してこの皇室典範と憲法に則って国を治めることを誓い、統治への神霊の加護を祈っている。

## 特徴
構成について
日本が欧州諸国に倣って近代化を進めるにあたり、これらの国家との相違点が、君主（皇室/王室）と国民との社会的な関係性である。欧州諸国は、各国の君主・貴族・国民の各層間の関係は支配・服従の対立関係にあり、更に王統の断絶や交替などが頻繁にあることから、君主と国民の間の長期的な連帯関係は乏しい。一方で日本においては、天皇と国民との関係は階級的な対立関係は弱く、相互の精神的な紐帯が比較的強い。更に皇室は太古の昔から途切れることなく続いていることから（万世一系）、その精神的な紐帯は血縁関係に擬制されることがある。そのため、天皇が自身（および国民）の祖先神に祈るという形式の告文が、国家の最高法典である憲法の一部分を構成するという、世界的にもまれな構成の文書が成立した。
憲法条文の思想について
第一文段「皇朕レ天壤無窮ノ宏謨ニ循ヒ」の部分で、明治天皇の従前の国家統治は歴代天皇の統治のありようを規範としてきたことを奉告し、次いで第二文段「皇祖皇宗ノ遺訓ヲ明徴ニシ典憲ヲ成立シ」の部分より、その歴代天皇の遺訓を明文化する目的で、皇室典範および帝国憲法を制定した、としている。その具体的な内容としては、
- 「内ハ以テ子孫ノ率由スル所ト爲シ」…今後の歴代天皇が国家を統治するにあたり、その統治の基準を定めた。
- 「外ハ以テ臣民翼贊ノ道ヲ廣メ」…国民が天皇とともに国家を統治するにあたり、その基準を定めた。上述のように、国民は天皇と階級的な対立関係性は有しておらず、この国民側の「参政権」は天皇との駆け引きや脅迫などによって勝ち得たものではないため、「与ヘ」ではなく「廣メ」となっている。
- 「國家ノ丕基ヲ鞏固ニシ」…国家の基礎を強化すること。
- 「八洲民生ノ慶福ヲ増進スヘシ」…国民の福祉を増進すること。

## 【参考】皇室典範増補制定の告文
皇朕󠄁レ謹󠄀ミ畏ミ

皇祖

皇宗ノ神靈ニ誥ケ白サク皇室典範ハ

皇祖

皇宗ノ遺󠄁範ヲ明徵ニシ天壤無窮ノ宏基ヲ鞏固ニスル所以ニシテ紹述󠄁以來玆ニ十有九年皇朕󠄁レ我カ諸昆ト俱ニ之ヲ欽遵シテ敢テ違󠄁越スルコトナシ今ヤ國󠄁祺倍〻昌隆ニシテ

皇祖

皇宗ノ威霊遐ク四裔ニ顯赫タルノ時ニ膺リ進󠄁運󠄁ヲ照察シ成典ヲ增益󠄁シ以テ尊󠄁厳保維ノ圖ヲ廓ニシ子孫率󠄁由ノ道󠄁ヲ裕ニスルハ叉

皇祖

皇宗聖󠄁謨ノ存スル所ニ外ナラス皇朕󠄁レ玆ニ皇室典範增補ヲ制定シ仰テ

皇祖

皇宗ノ神佑ヲ禱リ永遠󠄁ニ履行シテ愆ラサラムコトヲ誓フ庶幾クハ

神靈此ヲ鑒ミタマヘ